# Lepetella laterocompressa
Lepetella laterocompressa är en snäckart som först beskrevs av Rayneval och Ponzi 1854.  Lepetella laterocompressa ingår i släktet Lepetella och familjen Lepetellidae. Det är osäkert om arten förekommer i Sverige. Inga underarter finns listade i Catalogue of Life.